# Ligue du Midi (mouvement politique)
Pour les articles homonymes, voir Ligue du Midi.
Ne doit pas être confondu avec Ligue du Sud.
La Ligue du Midi est un groupe régionaliste identitaire français créé en 2011 par Richard Roudier.

## Historique

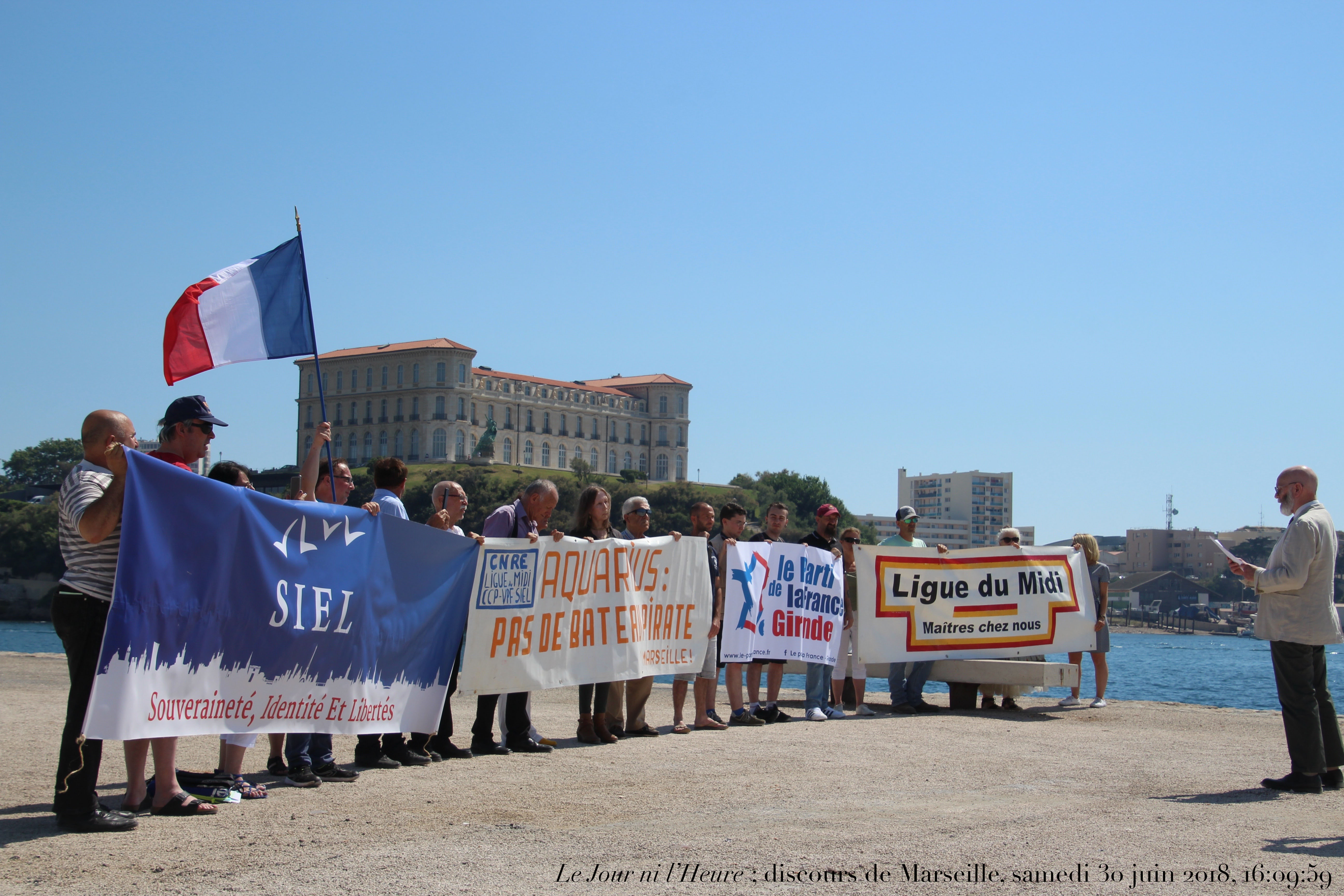
Rassemblement de la Ligue du Midi à Marseille en 2018, aux côtés de Souveraineté, identité et libertés, du Conseil national de la résistance européenne, du Parti de la France et de Renaud Camus.

Le parti est créé à l'occasion des élections régionales de 2010 en Languedoc-Roussillon et est présidé par Richard Roudier. Ce dernier est notamment passé par la Fédération des étudiants nationalistes, Europe-Action et le Bloc identitaire.
En 2012, Richard Roudier fait scission du Bloc identitaire et crée le Réseau Identités, qui rassemble différents groupes régionalistes identitaires dont la Ligue du Midi.
En 2018, le mouvement, dont le siège social est implanté à Saint-Julien-de-la-Nef dans le département du Gard, revendique 500 membres et a un poids électoral très limité. Il se présente sous l'appellation Bloc identitaire lors des élections cantonales de 2011 et obtient 1,98 % des suffrages. Son slogan est « Maîtres chez nous ».
D'après le quotidien Libération, le mouvement fonctionne comme « un clan — celui, bien sûr, des Roudier ». Richard Roudier, ses fils Olivier et Martial ont déjà été condamnés à plusieurs reprises,.
Selon Paul Alliès, ancien doyen de la faculté de droit et science politique de Montpellier, la Ligue du Midi correspond à « une droite extrême échappant aux classifications nationales », qui « ne se connaît pas de limites, ni dans les différentes versions du Front National, ni dans ses épigones, ni dans ses méthodes ».
Le 20 mars 2018, Muriel Ressiguier, députée de La France insoumise et auteure d'un rapport d'enquête parlementaire sur les groupuscules violents d’extrême droite, demande au président de la République française la dissolution de la Ligue du Midi. Alors que plusieurs groupes d’extrême droite réputés violents ont été dissous (Bastion social, Génération identitaire, les Zouaves, l'Alvarium), la Ligue du Midi est épargnée par cette vague de dissolution. La députée estime que cette tolérance envers cette organisation s'expliquerait par ses « soutiens dans la bourgeoisie locale ».
En 2018-2019, le groupuscule s'investit dans le mouvement des Gilets jaunes. Il rejoint la campagne présidentielle d'Éric Zemmour en 2022. Un ancien cadre du mouvement, Jordi Yves Cancelier, devient assistant parlementaire du député Gilbert Collard.

## Controverses
La Ligue du Midi est régulièrement mise en cause dans des actes de violences ou d'intimidation.
Martial Roudier a été condamné en juin 2013 pour avoir poignardé un « antifa ». Condamné à quatre ans de prison dont deux avec sursis, il est libéré après plus d'un an de détention.[réf. nécessaire]
Il est poursuivi pour une agression survenue le 22 mars 2018 contre des étudiants qui occupaient un amphithéâtre de la faculté de droit de Montpellier pour protester contre Parcoursup. Il sera finalement relaxé en appel.
Olivier Roudier cumule plus de 10 condamnations pour des faits de violences, notamment à l'encontre de personnes engagées à gauche ou issues de l'immigration. Dans son village de Sumène, il a à plusieurs reprises, armé d'un fusil, menacé des habitants[source insuffisante]. Il a également été condamné à un mois de prison ferme pour le saccage d'une association d'aide aux migrants.
Le 22 janvier 2022, à Nîmes, des militants de la Ligue du Midi attaquent des manifestants mobilisés contre une visite d'Éric Zemmour. Un manifestant a été agressé et a déposé plainte.